# Miltochrista ibarrae
Miltochrista ibarrae là một loài bướm đêm thuộc phân họ Arctiinae, họ Erebidae.